# Šišupala Vadha
Šišupala Vadha (IAST: śiśupāla-vadha "ubijanje Šišupale") je djelo klasičnosanskrtskog pjesništva, jedno od šest Mahakavja ili "epskih pjesni". Skladao ga je otprilike u osmom stoljeću Magha, te se stoga također zove i Magha-kavya.
Priča govori o Šišupali, kralju Ćedijskog kraljevstva u središnjoj Indiji, zemljopisno vjerojatno odgovarajući Bundelkhandu. Šišupala je izazvao Krišnu na dvoboj, pri kojemu mu je potonji odrubio glavu Sudaršana diskom.
Pjesma je istaknuta svojom zapletenom igrom riječi i tekstualnom složenošću. Devetnaesti kanto sadrži sljedeće stihove koji su nazvani "najsloženijom i najizvrstnijom vrstom palindroma ikad smišljenom" - daju isti tekst čitani naprijed, nazad, odzdo prema gore i odzdo prema dolje 
sa-kA-ra-nA-nA-ra-kA-sa
-kA-ya-sA-da-da-sA-ya-kA
ra-sA-ha-vA vA-ha-sA-ra
-nA-da-vA-da-da-vA-da-nA.
(nA da vA da da vA da nA
ra sA ha vA vA ha sA ra 
kA ya sA da da sA ya kA
s kA ra nA nA ra kA sa)
(bilješka: crtica označuje istu riječ).  Posljednja četiri redka su obrnuta inačica prva četiri, dȃna u objasnidbenu svrhu kako bi se jasnije smotrila svojstva stihova).